# Johannes Heinrich Schultz
Johannes Heinrich Schultz (ur. 20 czerwca 1884 w Getyndze, zm. 19 września 1970 w Berlinie) – niemiecki psychiatra i psychoterapeuta, twórca treningu autogennego.
Zajmował się problematyką samoregulacji organizmu za pomocą ćwiczeń koncentracyjnych. W 1932 roku wydał książkę Trening autogenny – samoodprężenie przez koncentrację.